# Apisa alberici
Apisa alberici är en fjärilsart som beskrevs av Abel Dufrane 1945. Apisa alberici ingår i släktet Apisa och familjen björnspinnare. Inga underarter finns listade i Catalogue of Life.